# アンメリド
アンメリド（英: Ammelide、6-アミノ-2,4-ジヒドロキシ-1,3,5-トリアジン）は化学式C3H4N4O2で表される複素環式化合物で、1,3,5-トリアジンの2位と4位にヒドロキシ基、6位にアミンが結合した構造を持つ。アンメリンの加水分解により生じる。

## 合成
ジシアンジアミドと水酸化アンモニウムを160−170℃に加熱するか、濃硫酸とメラムを190℃で短時間加熱することで合成できる。

## 性質
酸（塩酸、硝酸、硫酸）と塩基（水酸化ナトリウム、アンモニア、水酸化カルシウム）の双方と塩を形成する。
170℃で分解し、水と二酸化炭素、アンモニアを生じる。過マンガン酸カリウムなどの酸化剤との反応、または酸もしくはアルカリと煮沸することによりシアヌル酸が得られる。